# Kiểm soát chất lượng

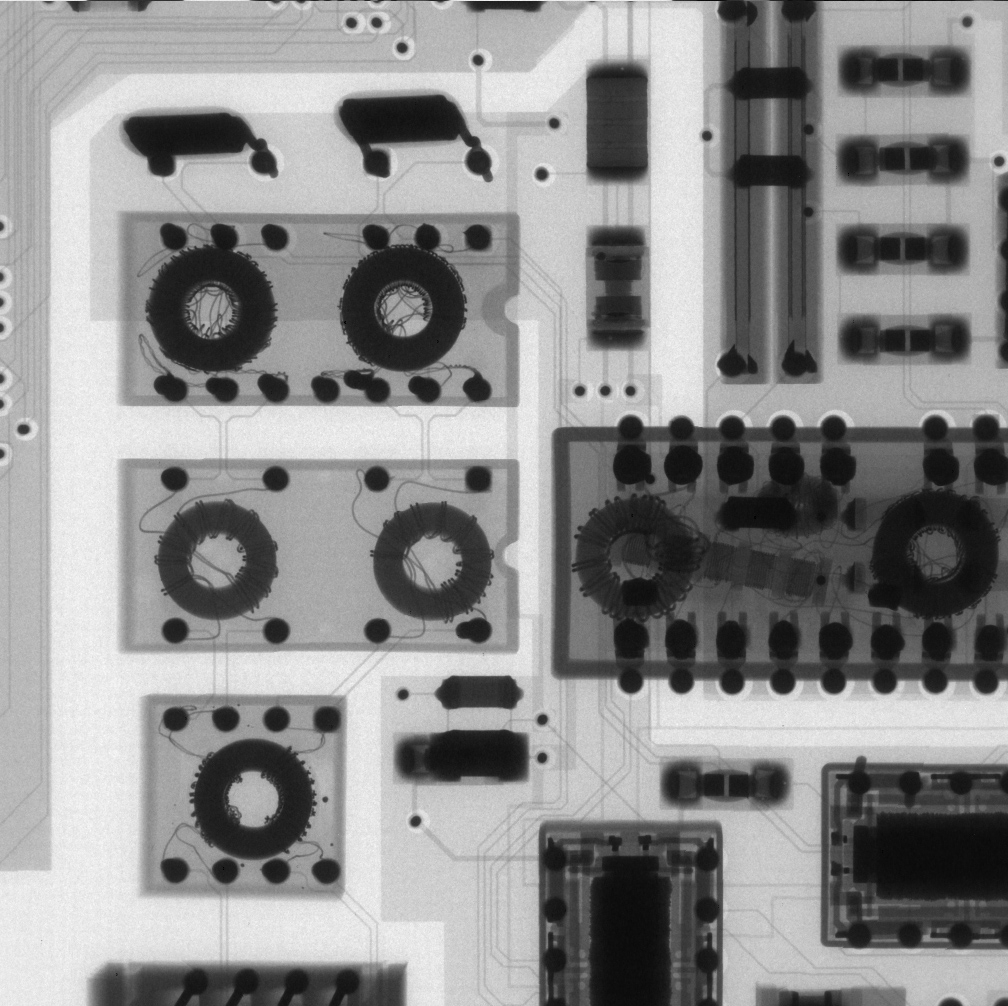
Hình phóng to mạch X-Ray của một card mạng máy tính

Kiểm soát chất lượng (tiếng Anh: quality control hay viết tắt QC) là một quá trình mà các chủ thể xem xét chất lượng của tất cả các yếu tố liên quan đến sản xuất. ISO 9000 định nghĩa kiểm soát chất lượng là "Một phần của quản trị chất lượng tập trung vào công việc đáp ứng các yêu cầu về chất lượng".
Kiểm soát chất lượng nhấn mạnh vào ba khía cạnh (được quy định theo các tiêu chuẩn như ISO 9001):
1. Các yếu tố như kiểm soát, quản lý công việc, các quy trình được xác định và quản lý tốt,[4][5] các tiêu chí về hiệu suất, tính toàn vẹn và tính đồng nhất hóa
2. Năng lực, chẳng hạn như về kiến thức, kỹ năng, kinh nghiệm và bằng cấp
3. Các yếu tố mềm, chẳng hạn như nhân sự, lòng chính trực, tin tưởng, văn hóa của tổ chức, động lực, xây dựng đội ngũ và các mối quan hệ chất lượng.

Giám sát là một bộ phận chính của kiểm soát chất lượng, khi sản phẩm vật chất được kiểm tra trực quan (hoặc kết quả cuối cùng của một dịch vụ được phân tích). Người giám sát sản phẩm sẽ được cung cấp danh sách và mô tả về các khuyết tật không thể chấp nhận được của sản phẩm chẳng hạn như vết nứt hoặc vết mờ trên bề mặt.

## Lịch sử
Các công cụ đá thời kì đầu như đe không có lỗ và không được thiết kế theo kiểu các bộ phận có thể hoán đổi. Sản xuất hàng loạt đã thiết lập các quy trình để tạo ra các bộ phận và hệ thống có kích thước và thiết kế giống hệt nhau, nhưng các quy trình này không đồng nhất và do đó một số khách hàng không hài lòng với kết quả. Kiểm soát chất lượng tách biệt hành động thử nghiệm sản phẩm để phát hiện ra các khuyết tật ra khỏi quyết định cho phép hoặc từ chối xuất xưởng sản phẩm vì các quyết định có thể bị quyết định bởi các ràng buộc tài chính. Đối với công việc theo hợp đồng, đặc biệt là công việc do các cơ quan chính phủ giao, các vấn đề về kiểm soát chất lượng là một trong những lý do hàng đầu để không gia hạn hợp đồng.
Hình thức kiểm soát chất lượng đơn giản nhất là bản phác thảo mặt hàng mong muốn. Nếu bản phác thảo không khớp với mục đó, nó sẽ bị loại bỏ theo một quy trình Go/no go đơn giản. Tuy nhiên, các nhà sản xuất sớm nhận ra rằng việc chế tạo các bộ phận giống hệt như mô tả của chúng là rất khó và tốn kém; do đó khoảng năm 1840 giới hạn dung sai được đưa ra, trong đó một thiết kế sẽ hoạt động nếu các bộ phận của nó có các thông số nằm trong giới hạn. Do đó, chất lượng được xác định chính xác bằng cách sử dụng các thiết bị như calip đo lỗ và các dụng cụ đo vòng trong. Tuy nhiên, điều này không giải quyết được vấn đề của các mặt hàng bị lỗi; tái chế hoặc xử lý chất thải làm tăng thêm chi phí sản xuất, cũng như cố gắng giảm tỷ lệ sai sót. Nhiều phương pháp khác nhau đã được đề xuất để ưu tiên các vấn đề kiểm soát chất lượng và xác định xem có nên sử dụng các kỹ thuật đảm bảo chất lượng để cải thiện và ổn định sản xuất hay không.

## Trong quản lý dự án
Trong quản lý dự án, kiểm soát chất lượng yêu cầu người quản lý dự án và/hoặc nhóm dự án kiểm tra công việc đã hoàn thành để đảm bảo nó phù hợp với phạm vi dự án. Trong thực tế, các dự án thường có một nhóm kiểm soát chất lượng chuyên về lĩnh vực này.

## Nghiên cứu thêm
- OSDL Data Base Test Suite Backgrounder, Press releases, Open Source Development Labs, ngày 3 tháng 3 năm 2003, Bản gốc lưu trữ ngày 5 tháng 6 năm 2004, truy cập ngày 29 tháng 6 năm 2009 {{Chú thích}}: Đã định rõ hơn một tham số trong |archiveurl= và |archive-url= (trợ giúp)
- QACity: Resources for Busy Testers, LogiGear, Bản gốc lưu trữ ngày 9 tháng 10 năm 2004, truy cập ngày 29 tháng 6 năm 2009
- Home, Saksoft, ngày 29 tháng 5 năm 2004, Bản gốc lưu trữ ngày 10 tháng 8 năm 2004, truy cập ngày 29 tháng 6 năm 2009 {{Chú thích}}: Đã định rõ hơn một tham số trong |archiveurl= và |archive-url= (trợ giúp)
- The Quality Assurance Journal, ngày 1 tháng 4 năm 2010, Bản gốc lưu trữ ngày 27 tháng 4 năm 2020, truy cập ngày 2 tháng 5 năm 2010
- Quality Progress Magazine, ngày 1 tháng 4 năm 2010, Bản gốc lưu trữ ngày 3 tháng 8 năm 2017, truy cập ngày 2 tháng 5 năm 2010
- Quality Assurance in the View of a Commercial Analytical Laboratory, ngày 1 tháng 4 năm 2010, Bản gốc lưu trữ ngày 21 tháng 9 năm 2020, truy cập ngày 2 tháng 5 năm 2010